# Delroy Facey
Delroy Michael Facey est un footballeur international grenadien né le 22 avril 1980 à Huddersfield, en Angleterre. Actuellement en quatrième division anglaise avec Lincoln City, il évolue au poste d'attaquant.

## Palmarès
- League Two (D4) :
  - Champion en 2010